# Clásica San Sebastián 2015
Die Clásica San Sebastián 2015 war die 35. Austragung dieses Radrennens und fand am 1. August 2015 statt. Das Rennen wurde an einem Samstag, sechs Tage nach dem Ende der Tour de France ausgetragen. Das Eintagesrennen war Teil der UCI WorldTour 2015 und innerhalb dieser das 19. von 28 Rennen. Die Gesamtdistanz des Rennens betrug 219 Kilometer. Es siegte der Brite Adam Yates aus der australischen Mannschaft Orica GreenEdge vor dem Belgier Philippe Gilbert aus der US-amerikanischen Mannschaft BMC und dem Spanier Alejandro Valverde aus der spanischen Mannschaft Movistar.
Wenige Kilometer vor dem Ziel wurde der bis dahin führende Belgier Greg Van Avermaet von einem Begleitmotorrad angefahren. Er stürzte schwer und konnte das Rennen nicht beenden. Van Avermaets Rennstall BMC erwog daraufhin rechtliche Schritte gegen den Weltradsportverband UCI. Yates bekam diesen Sturz zunächst nicht mit und glaubte beim Überqueren der Ziellinie, er sei Zweiter hinter Van Avermaet geworden.
Für Adam Yates war es der erste Sieg bei der Clásica San Sebastián. Darüber hinaus war er der erste Brite überhaupt, der das Rennen für sich entschied.

## Teilnehmer
| 17 UCI WorldTeams AG2R La Mondiale (ALM) Astana Pro Team (AST) BMC Racing Team (BMC) Etixx-Quick Step (EQS) FDJ (FDJ) IAM Cycling (IAM) | Team Katusha (KAT) Lampre-Merida (LAM) Lotto Soudal (LTS) Movistar Team (MOV) Orica GreenEdge (OGE) Team Sky (SKY) | Team Cannondale-Garmin (TCG) Tinkoff-Saxo (TCS) Trek Factory Racing (TFR) Team Giant-Alpecin (TGA) Team Lotto NL-Jumbo (TLJ) |
| 2 UCI Professional Continental Teams Caja Rural-Seguros RGA (CJR)                                                                       | Cofidis, Solutions Crédits (COF)                                                                                   | |

Startberechtigt waren die 17 UCI WorldTeams der Saison 2015. Zusätzlich vergab der Veranstalter Wildcards an zwei UCI Professional Continental Teams. Die 19 teilnehmenden Mannschaften traten mit jeweils acht Fahrern an, mit Ausnahme der Teams Sky und Lotto NL-Jumbo, die nur mit jeweils sieben Fahrern starteten. Dadurch ergab sich ein Starterfeld von insgesamt 150 Fahrern aus 27 Nationen. Unter den Fahrern befanden sich ein Deutscher und vier Schweizer. Ein Österreicher war nicht am Start.

## Strecke

### Streckenführung

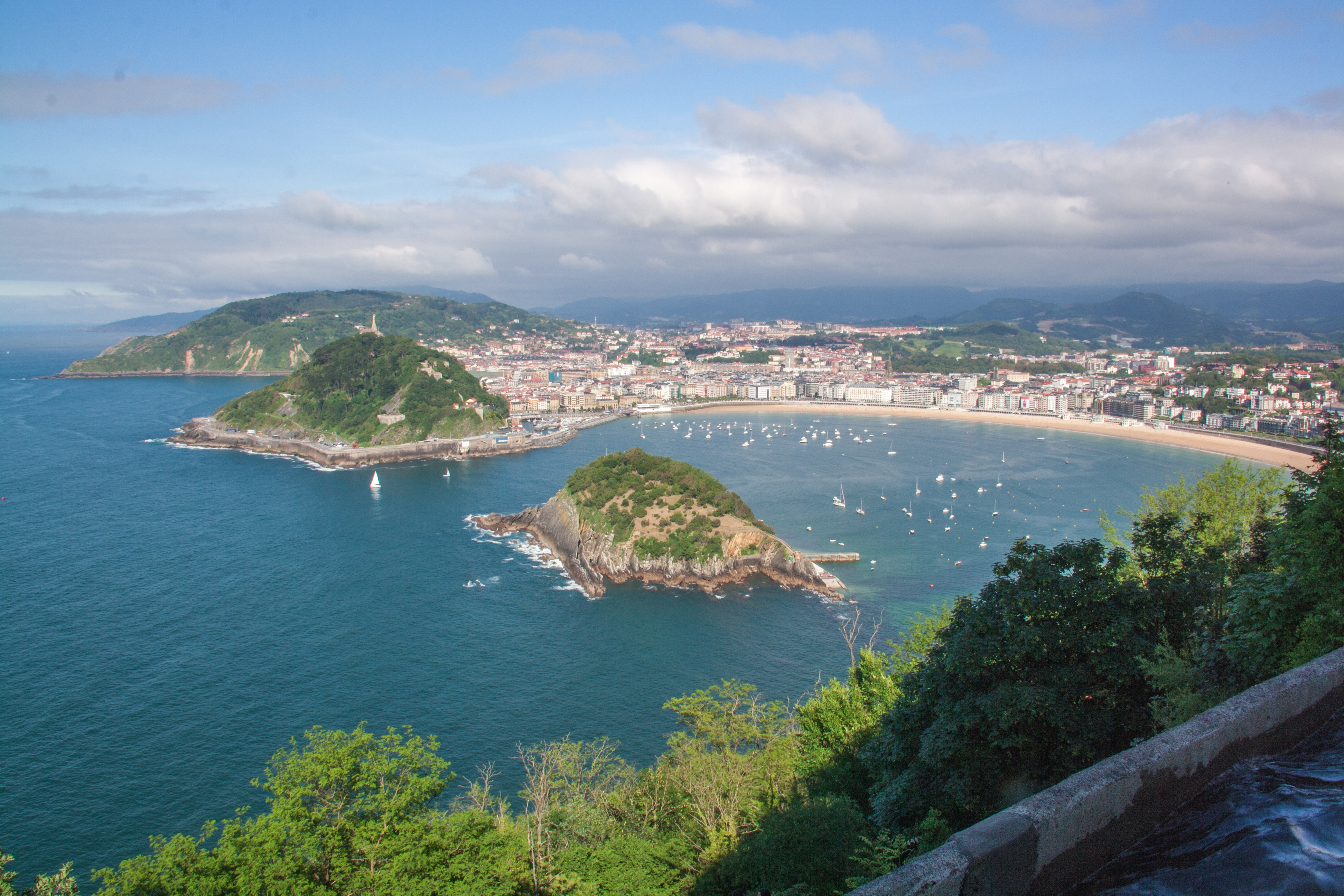
Sicht auf die Stadt San Sebastián von dem Gipfel des Bordako Tontorra

Im Vergleich gab es zu der Strecke im Vorjahr keine Streckenänderung.
Das Rennen startete in der Stadt San Sebastián. Der erste Teil der Strecke verlief leicht wellig. Vom Startort aus ging es in Richtung Westen durch die Städte Orio und Zarautz. Danach verlief die Strecke gen Süden ins Landesinnere. Nach der Passage des Ortes Azpeitia gab es mit dem Alto de Iturburu die erste Bergwertung der ersten Kategorie bei Kilometer 59,5. Weiter ging es durch den Ort Tolosa. Von dort aus ging durch Villabona, Andoáin und Hernani wieder in Richtung der Küste des Golfs von Biskaya. Auf weiterhin welligem Profil wurde nach 99 Kilometern die Verpflegungszone erreicht. Die zweite Hälfte des Rennens war mit fünf weiteren Bergwertungen anspruchsvoller. Bei Kilometer 125,0 gab es mit der ersten Passage des Alto de Jaizkibel die zweite Bergwertung der ersten Kategorie. Der Anstieg ist 7,8 Kilometer lang und im Schnitt 5,84 Prozent steil. Darauf folgte bei Kilometer 147,8 der Alto de Arkale, eine Bergwertung der zweiten Kategorie. Danach wurde erneut eine Runde über den Alto de Jaizkibel und den Alto de Arkale gefahren. Auf dieser Runde gab es außerdem zwei Zwischensprints in Irun und Oiartzun, die ebenfalls jeweils zweimal passiert wurden. Die letzte Bergwertung war mit dem Bordako Tontorra eine Bergwertung der zweiten Kategorie 7,1 Kilometer vor dem Ziel. Das Rennen endete nach 219 Kilometern im Startort San Sebastián.
Das Rennen fand ausschließlich in der Provinz Gipuzkoa in der Autonomen Gemeinschaft Baskenland statt.

### Zwischensprints
Das Rennen umfasste vier Zwischensprints in zwei verschiedenen Orten, die jeweils zweimal passiert wurden.
| Ort (Passage)  | Kilometer vom Start | Kilometer zum Ziel |
| -------------- | ------------------- | ------------------ |
| Irun (1/2)     | 137,0               | 082,0              |
| Oiartzun (1/2) | 150,0               | 069,0              |
| Irun (2/2)     | 177,4               | 041,6              |
| Oiartzun (2/2) | 191,0               | 028,0              |

### Bergwertungen
Während des Rennens gab es insgesamt sechs Bergwertungen, davon drei der ersten Kategorie und drei der zweiten Kategorie. Diese Bergwertungen wurden an vier verschiedenen Anstiegen ausgefahren.
| Kategorie | Anstieg (Passage)       | Kilometer vom Start | Kilometer zum Ziel | Länge  | durchschnittliche Steigung | Höhe  |
| --------- | ----------------------- | ------------------- | ------------------ | ------ | -------------------------- | ----- |
| 1         | Alto de Iturburu (1/1)  | 059,5               | 159,5              | 3,5 km | 5,00 %                     | 550 m |
| 1         | Alto de Jaizkibel (1/2) | 125,0               | 094,0              | 7,8 km | 5,84 %                     | 455 m |
| 2         | Alto de Arkale (1/2)    | 147,8               | 071,2              | 2,7 km | 6,30 %                     | 210 m |
| 1         | Alto de Jaizkibel (2/2) | 165,3               | 053,7              | 7,8 km | 5,84 %                     | 455 m |
| 2         | Alto de Arkale (2/2)    | 188,2               | 030,8              | 2,7 km | 6,30 %                     | 210 m |
| 2         | Bordako Tontorra (1/1)  | 211,9               | 007,1              | 2,5 km | 9,00 %                     | 255 m |

## Reglement
Neben der Einzelwertung, die den Sieger des Rennens bestimmte, gab es mehrere Sonderwertungen. Es gab eine Teamwertung, bei der die Zeiten der besten drei Fahrer einer jeden Mannschaft addiert wurden. Das Team mit der geringsten Gesamtzeit war Sieger dieser Sonderwertung. Außerdem gab es eine Punkte- und eine Bergwertung. Diese ergaben sich aus der Summe der Punkte der Fahrer, die sie bei den Zwischensprints bzw. Bergwertungen während des Rennens sammelten. Dabei war jeweils der Fahrer mit den meisten Punkten der Sieger in diesen Sonderwertungen. Die Punkte bei den Zwischensprints und Bergwertungen wurden nach folgender Punkteverteilung vergeben:
| Platz          | 1. | 2. | 3. |
| Zwischensprint | 3  | 2  | 1  |

| Platz       | 1. | 2. | 3. | 4. | 5. | 6. |
| Kategorie 1 | 10 | 8  | 6  | 4  | 2  | 1  |
| Kategorie 2 | 6  | 4  | 2  | 1  |    |    |

Darüber hinaus wurde der beste Fahrer aus dem Baskenland und Navarra in der Gesamtwertung ausgezeichnet. Diese Auszeichnung hieß offiziell mejor vasco-navarro.

## Ergebnis

### UCI WorldTour
Die Clásica San Sebastián war innerhalb der UCI WorldTour 2015 ein Rennen der 4. Kategorie. Deshalb erhielten die zehn besten Fahrer – vorausgesetzt sie fahren für ein UCI WorldTeam – Punkte für das UCI WorldTour Ranking mit folgender Punkteverteilung:
| Platzierung | 1. | 2. | 3. | 4. | 5. | 6. | 7. | 8. | 9. | 10. |
| Punkte      | 80 | 60 | 50 | 40 | 30 | 22 | 14 | 10 | 6  | 2   |

### Endstand
Von den 150 gemeldeten Fahrern gingen alle an den Start, von denen 96 im Ziel angekommen sind.
| Platz | Fahrer             | Nation | Team                   | Zeit                    | Punkte |
| ----- | ------------------ | ------ | ---------------------- | ----------------------- | ------ |
| 01.   | Adam Yates         | GBR    | Orica GreenEdge        | 5:30:22 h (39,774 km/h) | 80     |
| 02.   | Philippe Gilbert   | BEL    | BMC Racing Team        | + 0:15 min              | 60     |
| 03.   | Alejandro Valverde | ESP    | Movistar Team          | gleiche Zeit            | 50     |
| 04.   | Daniel Moreno      | ESP    | Team Katusha           | gleiche Zeit            | 40     |
| 05.   | Joaquim Rodríguez  | ESP    | Team Katusha           | gleiche Zeit            | 30     |
| 06.   | Bauke Mollema      | NED    | Trek Factory Racing    | gleiche Zeit            | 22     |
| 07.   | Daniel Martin      | IRL    | Team Cannondale-Garmin | gleiche Zeit            | 14     |
| 08.   | Julian Alaphilippe | FRA    | Etixx-Quick Step       | gleiche Zeit            | 10     |
| 09.   | Warren Barguil     | FRA    | Team Giant-Alpecin     | gleiche Zeit            | 06     |
| 10.   | Rigoberto Urán     | COL    | Etixx-Quick Step       | gleiche Zeit            | 02     |

### Punktewertung
Die Punktewertung gewann der Australier Nathan Haas (TCG) mit fünf Punkten. Er gewann dabei einen der insgesamt vier Zwischensprints. Auf den Plätzen zwei und drei folgten der Franzose Stéphane Rossetto (COF) mit drei Punkten und der Italiener Manuele Boaro (TCS) mit ebenfalls drei Punkten. Insgesamt konnten neun Fahrer Punkte in dieser Wertung erreichen.
| Platz | Fahrer            | Nation | Team                       | Punkte |
| ----- | ----------------- | ------ | -------------------------- | ------ |
| 1.    | Nathan Haas       | AUS    | Team Cannondale-Garmin     | 5      |
| 2.    | Stéphane Rossetto | FRA    | Cofidis, Solutions Crédits | 3      |
| 3.    | Manuele Boaro     | ITA    | Tinkoff-Saxo               | 3      |
| 4.    | Valerio Agnoli    | ITA    | Team Cannondale-Garmin     | 3      |
| 5.    | Dennis Vanendert  | BEL    | Lotto Soudal               | 3      |

### Bergwertung
Die Bergwertung gewann ebenfalls der Australier Nathan Haas (TCG) mit 30 Punkten. Er gewann dabei drei der insgesamt sechs Bergwertungen. Auf den Plätzen zwei und drei folgten der Belgier Dennis Vanendert (LTS) mit 16 Punkten und der Italiener Manuele Boaro (TCS) mit 14 Punkten. Insgesamt konnten 16 Fahrer Punkte in dieser Wertung erreichen.
| Platz | Fahrer           | Nation | Team                   | Punkte |
| ----- | ---------------- | ------ | ---------------------- | ------ |
| 1.    | Nathan Haas      | AUS    | Team Cannondale-Garmin | 30     |
| 2.    | Dennis Vanendert | BEL    | Lotto Soudal           | 16     |
| 3.    | Manuele Boaro    | ITA    | Tinkoff-Saxo           | 14     |
| 4.    | Valerio Agnoli   | ITA    | Team Cannondale-Garmin | 13     |
| 5.    | Thomas Degand    | BEL    | IAM Cycling            | 10     |

### Teamwertung
Die Teamwertung gewann die kasachische Mannschaft Astana in einer Gesamtzeit von 16:32:00 Stunden. Auf den weiteren Plätzen folgten das australische Team Orica GreenEdge und das russische Team Katusha mit 1:18 bzw. 1:33 Minuten Rückstand. In dieser Wertung waren die 19 teilnehmenden Mannschaften klassiert.
| Platz | Team             | Nation | Zeit                     |
| ----- | ---------------- | ------ | ------------------------ |
| 1.    | Astana Pro Team  | KAZ    | 16:32:00 h (39,740 km/h) |
| 2.    | Orica GreenEdge  | AUS    | + 1:18 min               |
| 3.    | Team Katusha     | RUS    | + 1:33 min               |
| 4.    | Etixx-Quick Step | BEL    | + 1:33 min               |
| 5.    | BMC Racing Team  | USA    | + 1:42 min               |

### „Mejor vasco-navarro“
Die Wertung des besten Fahrers aus dem Baskenland und Navarra, offiziell mejor vasco-navarro, gewann der Baske Amets Txurruka (CJR) als 53. der Gesamtwertung mit einer Zeit von 5:33:25 Stunden bzw. 3:03 Minuten Rückstand auf den Gesamtsieger.